# Optima Express

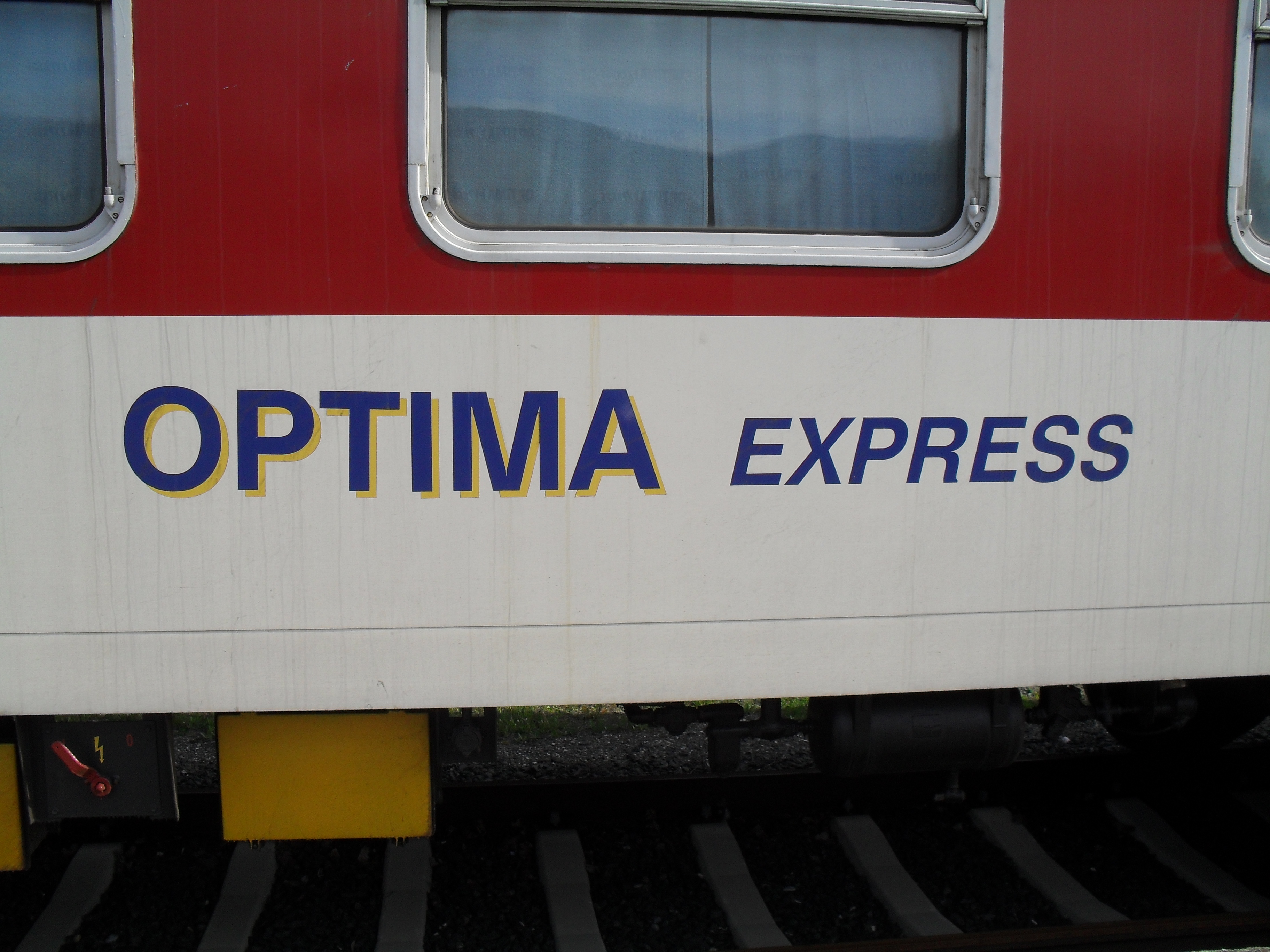
Optima Express (Seitenansicht eines Waggons)

Der Optima Express ist eine privat betriebene Nachtzug- und Autozugverbindung der Optima Tours GmbH vom österreichischen Villach ins türkische Edirne. Bis 2009 bot das Unternehmen auch Autoreisezüge zwischen Villach und Thessaloniki in Griechenland an.

## Strecke
Der Zug verkehrt von April bis November bis zu dreimal wöchentlich in beide Richtungen. Verladestellen befinden sich am Terminal 2 des Villacher Ostbahnhofs sowie am Bahnhof von Edirne. Die Strecke verläuft von Villach durch den Karawankentunnel über Ljubljana, Zagreb, Belgrad, Niš und Sofia nach Edirne. Auf der Strecke bestehen keine Zu- oder Ausstiegsmöglichkeiten.
Die Fahrzeit für die rund 1600 km lange Strecke beträgt etwa 35 Stunden, was einer Durchschnittsgeschwindigkeit von 40 km/h entspricht. Diese relativ lange Fahrzeit ist bedingt durch häufige Unterbrechungen der Fahrt zwecks Zoll- und Passkontrollen. Hinzu kommt, dass an jeder Landesgrenze die Lokomotive gewechselt wird und dass sich lange Abschnitte der Strecke in einem schlechten Zustand befinden.

## Züge
Die Zuggarnituren bestehen aus Liegewagen (früher wurde auch ein Schlafwagen mitgeführt), einem Speisewagen sowie geschlossenen Autoreisezugwagen. Die Reisezugwagen sind heute Fahrzeuge der Gesellschaft für Fahrzeugtechnik (in der Slowakei registrierte ehemalige Turnus-Liegewagen der DB), ursprünglich wurden Liegewagen der Bulgarischen Staatsbahn (BDŽ) eingesetzt. Zum Einsatz kommen Lokomotiven der jeweiligen nationalen Eisenbahngesellschaft. Die Abteile der Liegewagen können für eine bis sechs Personen gebucht werden. Der Fahrpreis für den einzelnen Reisenden richtet sich hier nach der Dichte der Belegung.

## Fotogalerie

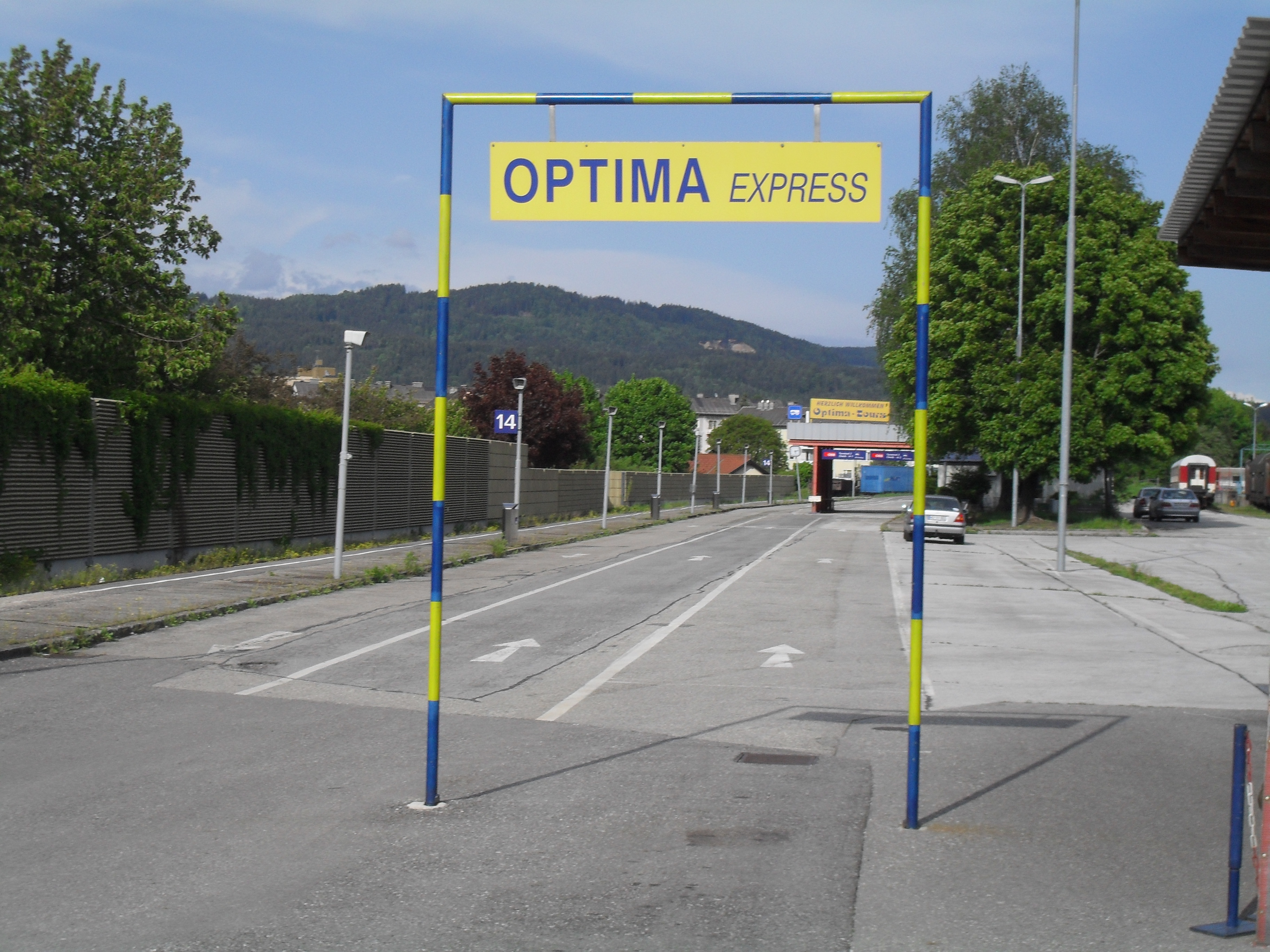
Villach Terminal 2
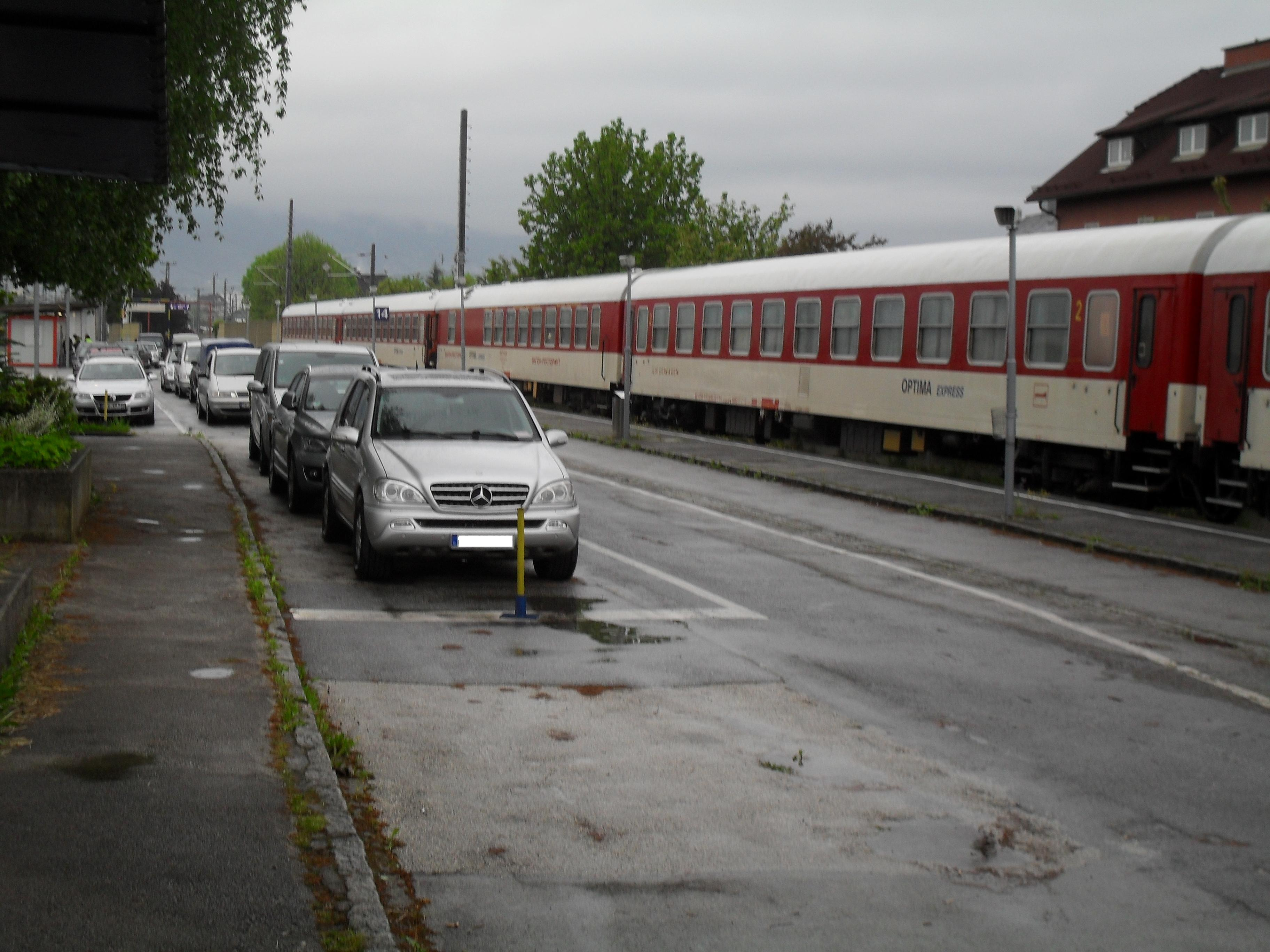
Optima Express Villach
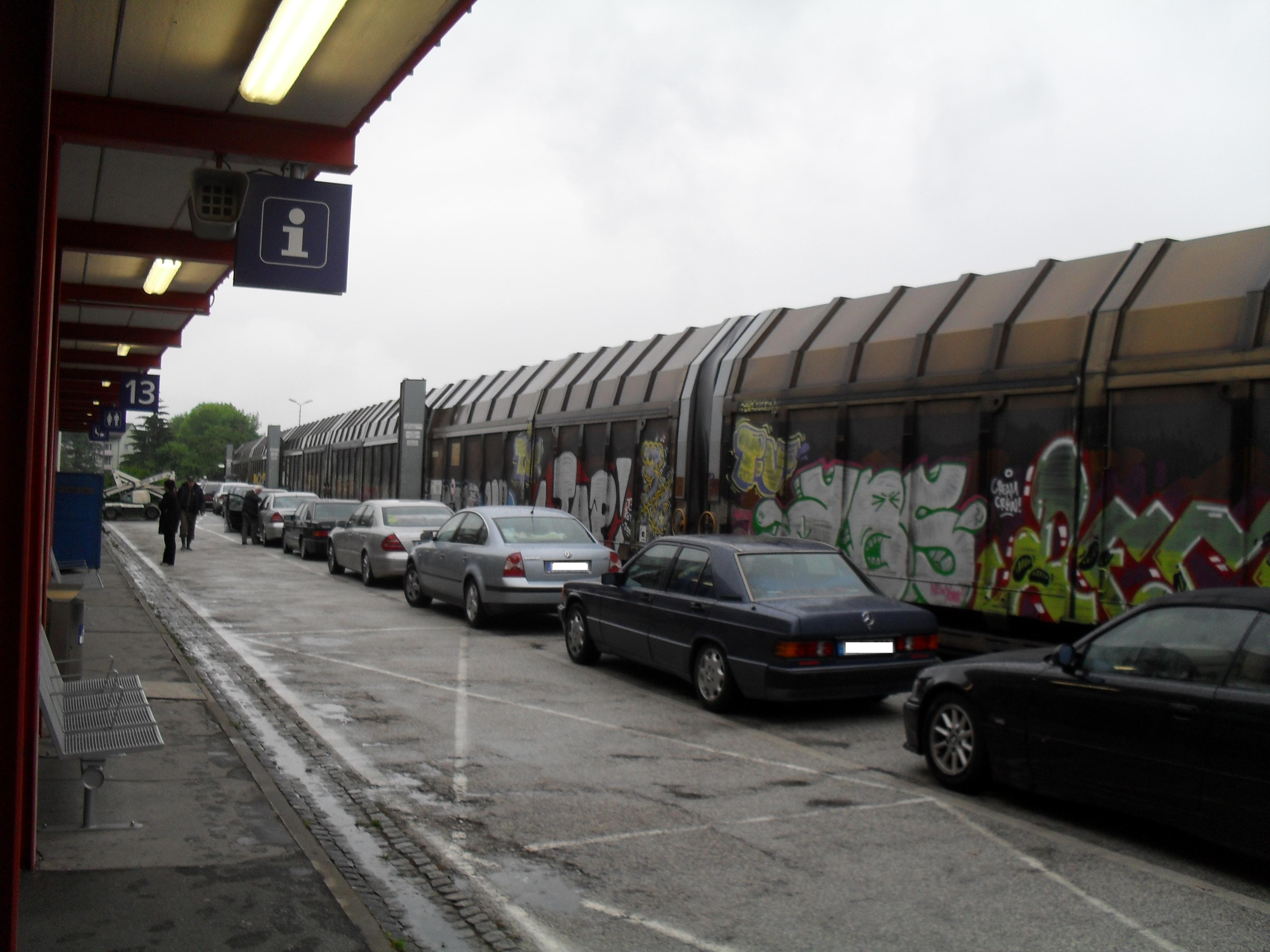
Autowaggons
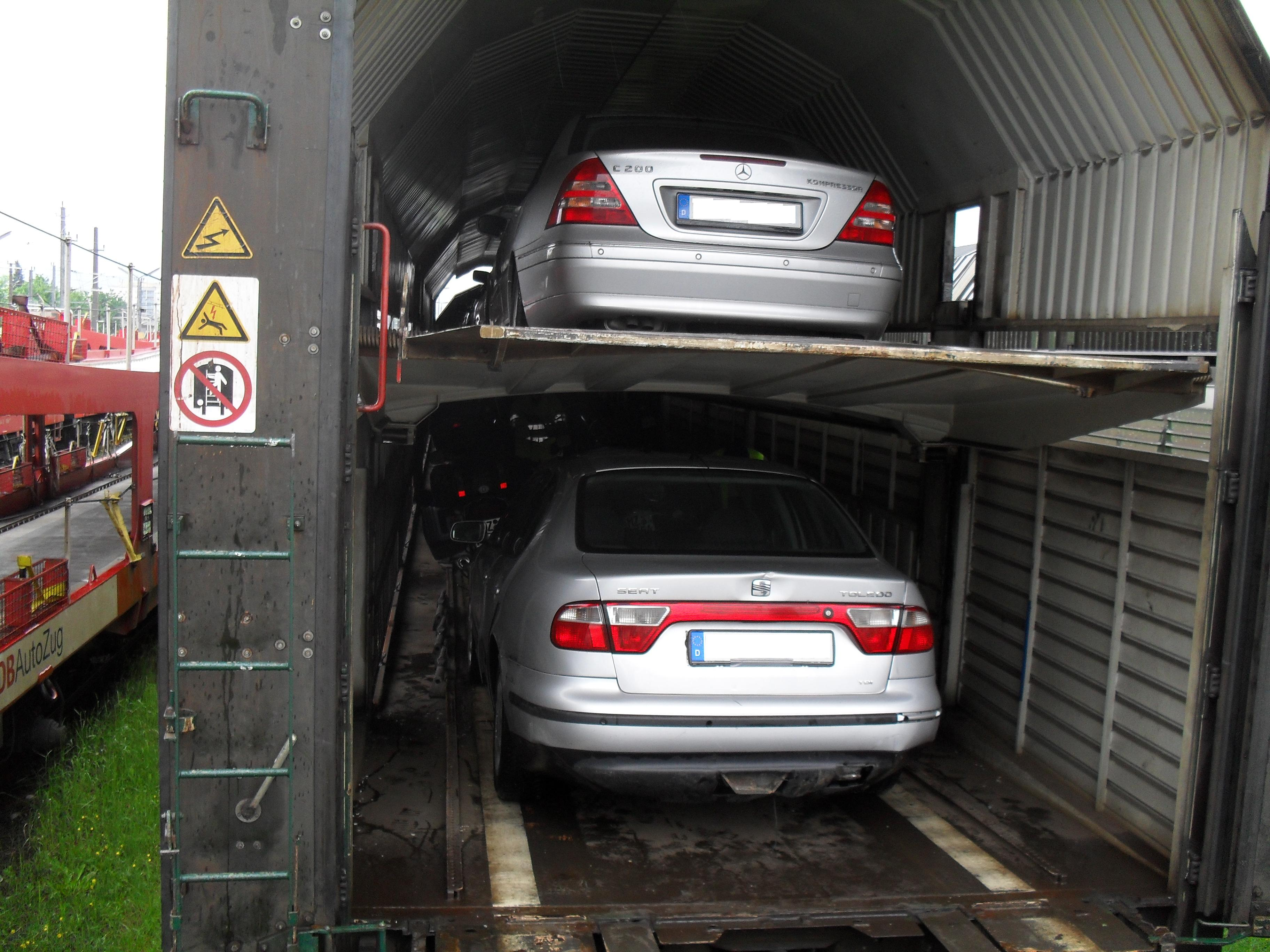
Autowaggons Heckansicht
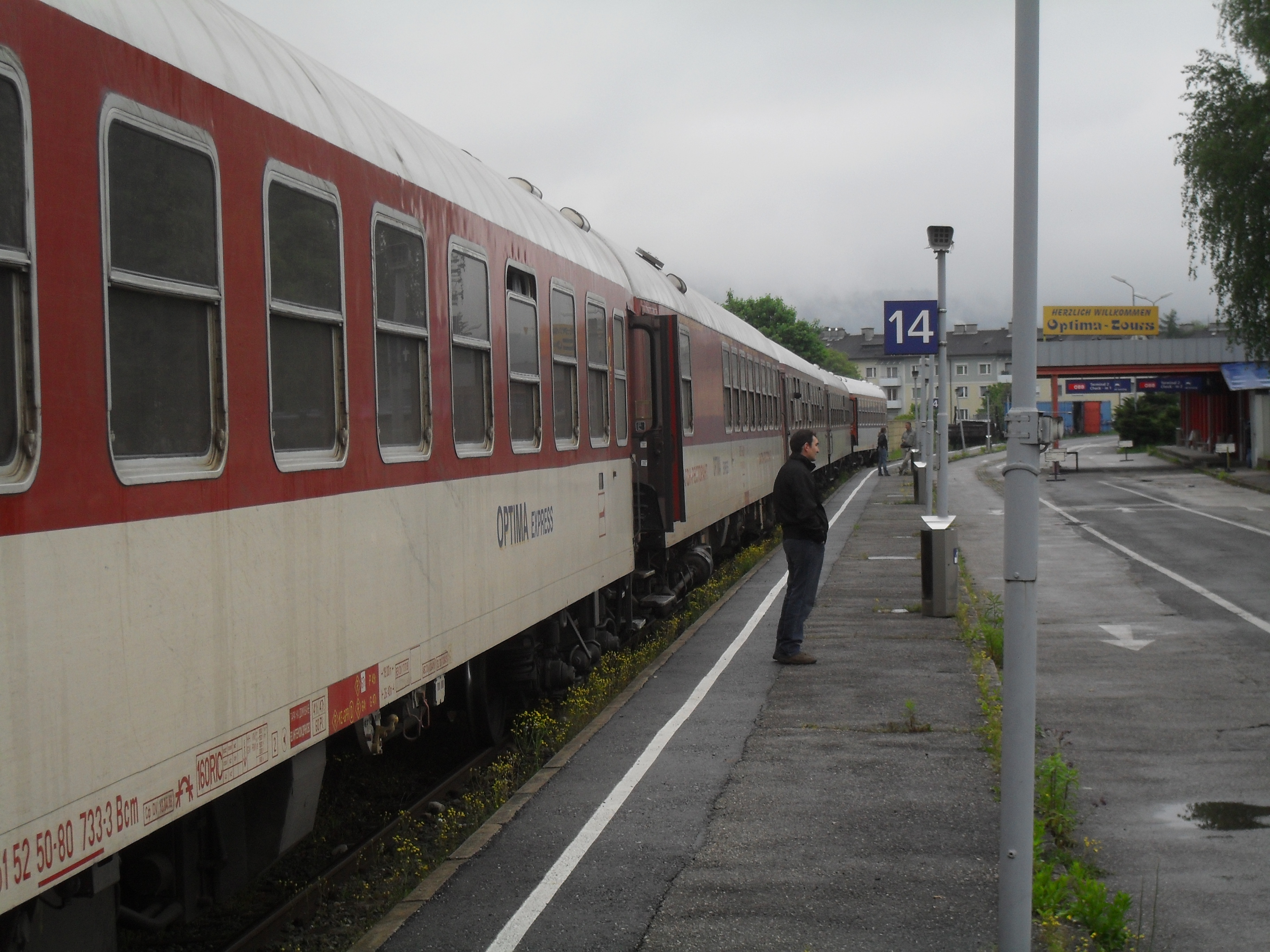
Personenwagen
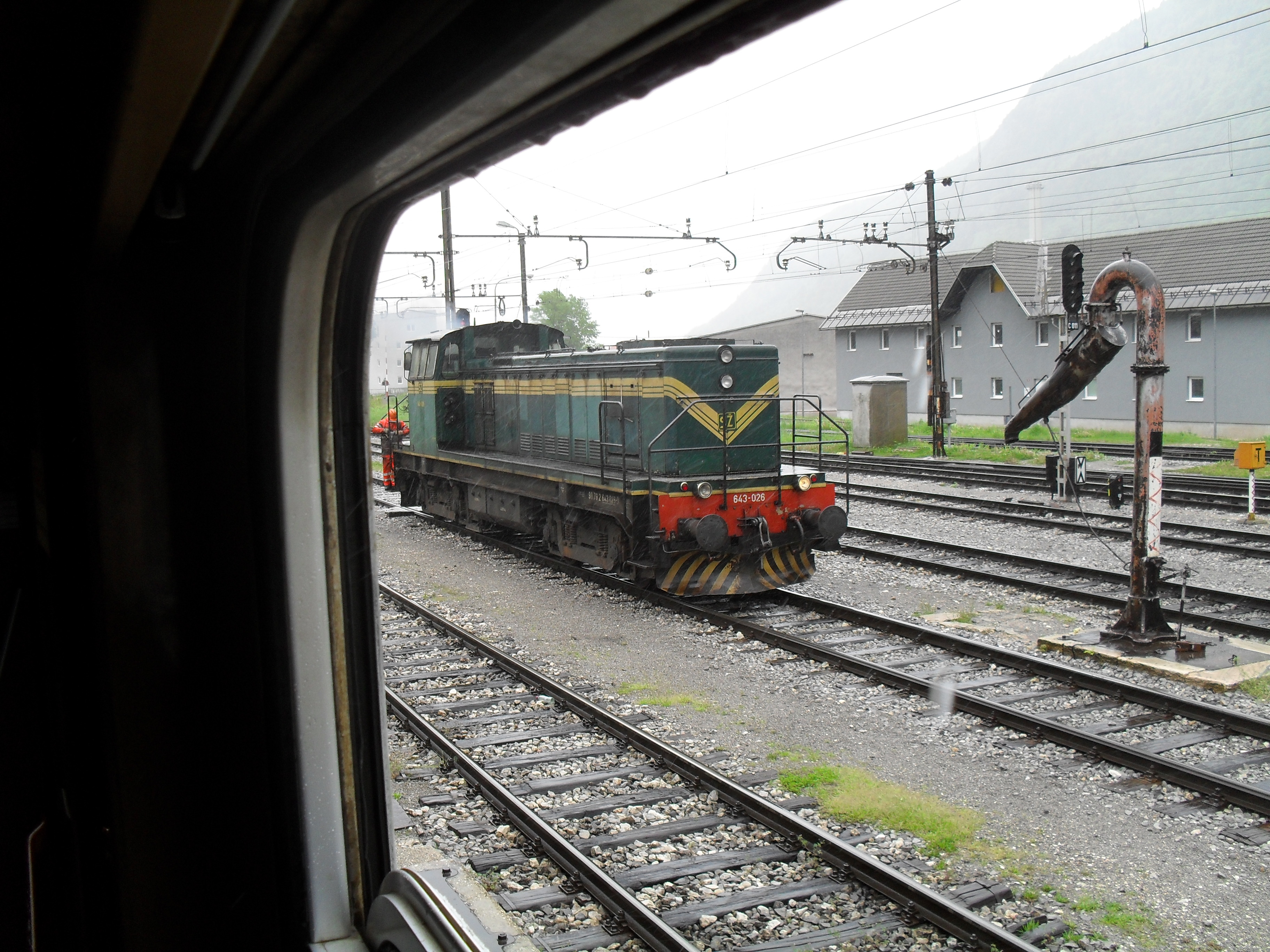
Slowenische SŽ 643

## Trivia
Der Optima Express ist derzeit (Stand April 2025) mit rund 1600 km die längste durchgängige Zugverbindung innerhalb von Europa. Es folgt die Verbindung Stockholm–Narvik mit rund 1400 km.